# Ковельська міська рада
Ко́вельська міська́ ра́да — адміністративно-територіальна одиниця та орган місцевого самоврядування у Волинській області. Адміністративний центр — місто обласного значення Ковель.

## Загальні відомості
- Територія ради: 47,3 км²
- Населення ради: 69 338 осіб (станом на 1 серпня 2015 року)[2]

## Населені пункти
Міській раді підпорядковані населені пункти:
- м. Ковель

## Склад ради VIII скликання[3]
Рада складається з 38 депутатів та голови.
Александрук Руслан
Багнова Оксана
Васковець Людмила
Ваць Микола
Верчук Світлана
Григола Олена
Дружинович Валерій
Дружинович Сергій
Дружинович Тетяна
Дяків Альбіна
Зайцева Маргарита
Кіндер Олег
Клімашевська Олена
Клімук Вадим
Козак Олег
Луцик Ірина
Мигуля Андрій
Мигуля Олена
Миронюк Андрій
Мілінчук Андрій
Оксентюк Петро
Пашкевич Станіслав
Печенюк Микола
Пініс Ігор
Римарчук Василь
Рудь Юрій
Семенюк Павло
Сеник Наталія
Середюк Тетяна
Скороход Сергій
Стасюк Галина
Ткачук Вадим
Уніга Олег
Федосюк Віра
Черняков Валерій
Шворак Роман
Шпіка Володимир
Яцук Жанна

## Керівництво ради
- Нинішній голова міської ради обраний на виборах 25 жовтня 2015 року — Кіндер Олег Олексійович (1960 року народження, вік — 64 роки, обраний в мажоритарному окрузі, член ВО «Батьківщина» та очолює її міський осередок). До обрання був директором виробничо-торгового підприємства роздрібно-гуртової торгівлі «Ковель-Промоптторг». [4]

### Керівний склад попередніх скликань
| ПІБ                            | Основні відомості                                                                                | Дата обрання | Дата звільнення |
| ------------------------------ | ------------------------------------------------------------------------------------------------ | ------------ | --------------- |
| Вельма Микола Григорович       | Міський голова на громадських засадах, редактор міськрайонної газети «Вісті Ковельщини»          | 1990         | 1991            |
| Семенюк Анатолій Володимирович | Міський голова, до обрання — начальник Ковельського району електромереж                          | 1991         | 1998            |
| Бойко Володимир Іванович       | Міський голова, до обрання — директор підприємства теплових мереж «Ковельтепло»                  | 1998         | 2002            |
| Шевчук Ярослав Іванович        | Міський голова, до обрання — головний лікар Ковельської вузлової лікарні                         | 2002         | 26.03.2006      |
| Кошарук Сергій Дмитрович       | Міський голова, 1973 року народження, безпартійний                                               | 26.03.2006   | 31.10.2010      |
| Кіндер Олег Олексійович        | Міський голова, 1960 року народження, освіта вища, член Всеукраїнського об'єднання «Батьківщина» | 31.10.2010   | 25.10.2015      |
| Кіндер Олег Олексійович        | Міський голова, 1960 року народження, освіта вища, член Всеукраїнського об'єднання «Батьківщина» | 25.10.2015   | 2020            |

Примітка: таблиця складена за даними сайту Верховної Ради України з доповненнями та ЦВК

### Депутати VII скликання
За результатами місцевих виборів 2015 року депутатами ради стали:

#### За суб'єктами висування
| Суб'єкт висування                                          | Кількість обраних депутатів | %     |
| ---------------------------------------------------------- | --------------------------- | ----- |
| Політична партія Всеукраїнське об'єднання «Батьківщина»    | 9                           | 25.00 |
| Партія Блок Петра Порошенка «Солідарність»                 | 8                           | 22.22 |
| Політична партія «Українське Об'єднання патріотів — УКРОП» | 5                           | 13.89 |
| Політична партія «Об'єднання „Самопоміч“»                  | 5                           | 13.89 |
| Політична партія Всеукраїнське об'єднання «Свобода»        | 4                           | 11.11 |
| Радикальна партія Олега Ляшка                              | 3                           | 8.33  |
| Політична партія «Сила людей»                              | 2                           | 5.56  |

#### За округами
| № округу                                                   | Прізвище, ім'я, по батькові      | Дата нар.  | Освіта              | Партійна приналежність                                           | Відомості |
| ---------------------------------------------------------- | -------------------------------- | ---------- | ------------------- | ---------------------------------------------------------------- | --- |
| політична партія Всеукраїнське об'єднання «Батьківщина»    |                                  |            |                     |                                                                  | |
| пк                                                         | Федосюк Віра Іванівна            | 11.07.1980 | вища                | член політичної партії Всеукраїнське об'єднання «Батьківщина»    | тимчасово не працює |
| 30                                                         | Коцура Олег Олександрович        | 15.05.1981 | вища                | безпартійний                                                     | Військова частина А-2042, Начальник штабу — перший заступник командира                                                                                |
| 19                                                         | Бойко Володимир Іванович         | 20.04.1956 | вища                | безпартійний                                                     | Підприємство теплових мереж «Ковельтепло», директор                                                                                                   |
| 26                                                         | Степанюк Святослав Павлович      | 29.02.1968 | вища                | член політичної партії Всеукраїнське об'єднання «Батьківщина»    | Приватне підприємство «СТ», директор |
| 29                                                         | Товстига Андрій Володимирович    | 22.11.1980 | вища                | член політичної партії Всеукраїнське об'єднання «Батьківщина»    | Виконавчий комітет Ковельської міської ради, заступник міського голови з питань діяльності виконавчих органів, член виконавчого комітету міської ради |
| 33                                                         | Янок Сергій Вікторович           | 04.12.1979 | професійно-технічна | безпартійний                                                     | Товариство з обмеженою відповідальністю «Ковельське телебачення, телефонія та інтернет», директор                                                     |
| 8                                                          | Прокопів Ігор Ярославович        | 24.10.1972 | вища                | безпартійний                                                     | Виконавчий комітет Ковельської міської ради, заступник міського голови з питань діяльності виконавчих органів                                         |
| 35                                                         | Дудка Василь Федорович           | 16.05.1969 | професійно-технічна | член політичної партії Всеукраїнське об'єднання «Батьківщина»    | Приватний підприємець |
| 36                                                         | Кіндер Геннадій Олексійович      | 31.08.1958 | вища                | член політичної партії Всеукраїнське об'єднання «Батьківщина»    | Селянське (фермерське) господарство «Під липами», голова                                                                                              |
| ПАРТІЯ "БЛОК ПЕТРА ПОРОШЕНКА «СОЛІДАРНІСТЬ»                |                                  |            |                     |                                                                  | |
| пк                                                         | Кошарук Сергій Дмитрович         | 22.09.1973 | вища                | член ПАРТІЇ "БЛОК ПЕТРА ПОРОШЕНКА «СОЛІДАРНІСТЬ»                 | Волинська обласна державна адміністрація, заступник голови Волинської обласної державної адміністрації                                                |
| 34                                                         | Шевчук Володимир Іванович        | 01.01.1960 | вища                | член ПАРТІЇ "БЛОК ПЕТРА ПОРОШЕНКА «СОЛІДАРНІСТЬ»                 | Державний заклад вузлова лікарня станції Ковель, лікар ендоскопіст                                                                                    |
| 10                                                         | Кибиш Тетяна Миколаївна          | 18.12.1977 | загальна середня    | член ПАРТІЇ "БЛОК ПЕТРА ПОРОШЕНКА «СОЛІДАРНІСТЬ»                 | ТОВ «Автограф», менеджер з розвитку |
| 24                                                         | Кислюк Анатолій Анатолійович     | 27.01.1959 | вища                | безпартійний                                                     | ПАТ «Ковельсільмаш», голова профспілки |
| 7                                                          | Роїк Ірина Олексіївна            | 16.12.1972 | вища                | член ПАРТІЇ "БЛОК ПЕТРА ПОРОШЕНКА «СОЛІДАРНІСТЬ»                 | тимчасово не працює |
| 35                                                         | Рудь Юрій Євгенович              | 20.01.1971 | вища                | член ПАРТІЇ "БЛОК ПЕТРА ПОРОШЕНКА «СОЛІДАРНІСТЬ»                 | Ковельське міськрайонне територіальне медичне об'єднання, лікар ендоскопіст                                                                           |
| 21                                                         | Півень Алла Володимирівна        | 09.10.1977 | вища                | член ПАРТІЇ "БЛОК ПЕТРА ПОРОШЕНКА «СОЛІДАРНІСТЬ»                 | Ковельський місцевий центр з надання безоплатної вторинної правової допомоги, головний бухгалтер                                                      |
| 20                                                         | Міцура Юрій Михайлович           | 21.08.1977 | вища                | член ПАРТІЇ "БЛОК ПЕТРА ПОРОШЕНКА «СОЛІДАРНІСТЬ»                 | Навчально-виховний комплекс загально-освітня школа І-ІІІ ст. № 13 — колегіум, вчитель фізичного виховання                                             |
| Політична партія "Об'єднання «САМОПОМІЧ»                   |                                  |            |                     |                                                                  | |
| пк                                                         | Мілінчук Андрій Валерійович      | 02.05.1986 | вища                | член Політичної партії "Об'єднання «САМОПОМІЧ»                   | ТОВ «Реєстраційно-правовий центр», директор |
| 24                                                         | Неридько Андрій Сергійович       | 26.03.1979 | вища                | безпартійний                                                     | Благодійний фонд «Ковель», голова |
| 15                                                         | Клімук Вадим Валентинович        | 06.01.1975 | вища                | безпартійний                                                     | Фізична особа-підприємець |
| 23                                                         | Солодуха Богдан Захарович        | 20.07.1976 | вища                | безпартійний                                                     | Ковельське міськрайонне територіальне медичне об'єднання, оператор магнітно-резонансного томографу                                                    |
| 22                                                         | Гарбар Валерій Вікторович        | 26.03.1972 | вища                | член Політичної партії "Об'єднання «САМОПОМІЧ»                   | Фізична особа-підприємець |
| ПОЛІТИЧНА ПАРТІЯ «УКРАЇНСЬКЕ ОБ'ЄДНАННЯ ПАТРІОТІВ — УКРОП» |                                  |            |                     |                                                                  | |
| пк                                                         | Пініс Ігор Олексійович           | 23.06.1975 | вища                | член ПОЛІТИЧНОЇ ПАРТІЇ «УКРАЇНСЬКЕ ОБ'ЄДНАННЯ ПАТРІОТІВ — УКРОП» | Фізична особа-підприємець |
| 12                                                         | Далека Андрій Вікторович         | 02.07.1990 | вища                | безпартійний                                                     | Приватне Підприємство «Агролайф Волинь», заступник директора                                                                                          |
| 14                                                         | Стасюк Галина Миколаївна         | 20.11.1968 | професійно-технічна | безпартійна                                                      | Пасажирське вагонне депо Ковель, провідник пасажирських вагонів                                                                                       |
| 22                                                         | Сеник Наталія Андріївна          | 09.12.1969 | вища                | безпартійна                                                      | Ковельська Районна поліклініка, завідувач шкірно-венерологічним кабінетом                                                                             |
| 11                                                         | Косцьовят Володимир Кирилович    | 10.08.1959 | вища                | безпартійний                                                     | тимчасово не працює |
| політична партія Всеукраїнське об'єднання «Свобода»        |                                  |            |                     |                                                                  | |
| пк                                                         | Ткачук Вадим Олегович            | 12.05.1978 | вища                | член політичної партії Всеукраїнське об'єднання «Свобода»        | ЗОШ І-ІІІ ст. № 2 м. Ковеля, Інженер-електронік |
| 13                                                         | Бичик Володимир Миколайович      | 18.07.1968 | професійно-технічна | член політичної партії Всеукраїнське об'єднання «Свобода»        | тимчасово не працює |
| 31                                                         | Ткачук Ігор Олегович             | 22.09.1973 | вища                | член політичної партії Всеукраїнське об'єднання «Свобода»        | ЗОШ І-ІІІ ст. № 2 м. Ковеля, директор |
| 32                                                         | Поліщук Юрій Петрович            | 13.02.1975 | вища                | член політичної партії Всеукраїнське об'єднання «Свобода»        | НВК ЗОШ І-ІІІ ст. Гімназія смт Голоби, директор |
| Радикальна партія Олега Ляшка                              |                                  |            |                     |                                                                  | |
| пк                                                         | Місяць Олександр Миколайович     | 08.11.1977 | вища                | член Радикальної партії Олега Ляшка                              | Приватне підприємство «Борідка», директор |
| 12                                                         | Головань Олександр Олександрович | 09.10.1968 | вища                | безпартійний                                                     | Приватний підприємець |
| 26                                                         | Долінко Наталія Петрівна         | 07.03.1976 | вища                | член Радикальної партії Олега Ляшка                              | Приватний підприємець |
| Політична партія «Сила людей»                              |                                  |            |                     |                                                                  | |
| пк                                                         | Матвійчук Олена Миколаївна       | 26.10.1985 | вища                | член Політичної партії «Сила людей»                              | фізична особа-підприємець |
| 20                                                         | Савосін Дмитро Вікторович        | 14.04.1985 | вища                | безпартійний                                                     | тимчасово безробітний |

### Депутати VI скликання
Місцеві вибори 2010 року пройшли за змішаною системою, коли одну половину депутатів обрано за мажоритарними округами, а іншу — за партійними списками. 

#### За суб'єктами висування
| Партія                                                      | Місця | м.о. | п.с. |
| ----------------------------------------------------------- | ----- | ---- | ---- |
| Батьківщина                                                 | 19    | 12   | 7    |
| Совість України                                             | 3     | 1    | 2    |
| Фронт Змін                                                  | 3     | 0    | 3    |
| Партія регіонів                                             | 2     | 0    | 2    |
| Свобода                                                     | 2     | 0    | 2    |
| Наша Україна                                                | 2     | 2    | 0    |
| Сильна Україна                                              | 2     | 0    | 2    |
| Демократична партія України                                 | 1     | 1    | 0    |
| Соціалістична партія України                                | 1     | 1    | 0    |
| Українська Народна Партія                                   | 1     | 1    | 0    |
| Примітки: п.с. — партійні списки, м.о. — мажоритарний округ |       |      |      |

#### За округами
| № округу                                                | Прізвище, ім'я, по батькові     | Дата визнання обраним | Освіта             | Партійна приналежність                        | Відомості про обраного депутата                                                                                                   |
| ------------------------------------------------------- | ------------------------------- | --------------------- | ------------------ | --------------------------------------------- | --- |
| Демократична партія України                             |                                 |                       |                    |                                               | |
| 4                                                       | Прокопів Ігор Ярославович       | 05.11.2010            | вища               | позапартійний                                 | Ковельська міська рада, заступник міського голови                                                                                 |
| Партія регіонів                                         |                                 |                       |                    |                                               | |
| б/м                                                     | Матвєєв Володимир Францевич     | 05.11.2010            | вища               | член Партії регіонів                          | пенсіонер |
| б/м                                                     | Соболєв Анатолій Анатолійович   | 05.11.2010            | вища               | член Партії регіонів                          | пенсіонер |
| Політична партія Всеукраїнське об'єднання «Батьківщина» |                                 |                       |                    |                                               | |
| б/м                                                     | Федосюк Віра Іванівна           | 05.11.2010            | вища               | член Всеукраїнського об'єднання «Батьківщина» | приватний підприємець |
| б/м                                                     | Дудка Василь Федорович          | 05.11.2010            | середня            | член Всеукраїнського об'єднання «Батьківщина» | приватний підприємець |
| б/м                                                     | Ларіонова Людмила Василівна     | 05.11.2010            | середня            | член Всеукраїнського об'єднання «Батьківщина» | приватний підприємець |
| б/м                                                     | Лазорик Ліліана Михайлівна      | 05.11.2010            | вища               | член Всеукраїнського об'єднання «Батьківщина» | ТОВ «НЗК», менеджер |
| б/м                                                     | Євсюк Олена Ананіївна           | 05.11.2010            | вища               | член Всеукраїнського об'єднання «Батьківщина» | Ковельська спеціалізована школа І-ІІІ ст. № 3 ім. Лесі Українки, вчитель                                                          |
| б/м                                                     | Дубій Валентина Іванівна        | 05.11.2010            | середня            | член Всеукраїнського об'єднання «Батьківщина» | Командитне підприємство «ВІД», директор                                                                                           |
| б/м                                                     | Бенесько Наталія Петрівна       | 05.11.2010            | вища               | член Всеукраїнського об'єднання «Батьківщина» | ТОВ "Колективне підприємство «Верес», юрисконсульт                                                                                |
| 2                                                       | Євдокимов Микола Аркадійович    | 05.11.2010            | вища               | член Всеукраїнського об'єднання «Батьківщина» | Інспекція держенергонагляду у Волинській області, начальник Ковельського відділення                                               |
| 3                                                       | Артишук Олександр Олександрович | 05.11.2010            | вища               | позапартійний                                 | ПП"Волиньпожежсервіс", директор                                                                                                   |
| 5                                                       | Оксенюк Юрій Вікторович         | 05.11.2010            | вища               | член Всеукраїнського об'єднання «Батьківщина» | ТОВ «Гідровест», директор |
| 6                                                       | Клімашевська Олена Миколаївна   | 05.11.2010            | вища               | член Всеукраїнського об'єднання «Батьківщина» | комплексна дитячо-юнацька спортивна школа, директор                                                                               |
| 7                                                       | Панчук Леонід Борисович         | 05.11.2010            | вища               | член Всеукраїнського об'єднання «Батьківщина» | ПП «Приватбуд», директор |
| 8                                                       | Гнатюк Микола Миколайович       | 05.11.2010            | середня            | член Всеукраїнського об'єднання «Батьківщина» | приватний протезно-ортопедичний центр м. Ковель, директор                                                                         |
| 10                                                      | Пацалай Віктор Михайлович       | 05.11.2010            | середня            | член Всеукраїнського об'єднання «Батьківщина» | фізична особа-підприємець |
| 11                                                      | Гетьман Михайло Олександрович   | 05.11.2010            | вища               | член Всеукраїнського об'єднання «Батьківщина» | філія публічного акціонерного товариства «Волинь-Авто» «Ковель-Авто», директор                                                    |
| 13                                                      | Степанюк Святослав Павлович     | 05.11.2010            | вища               | член Всеукраїнського об'єднання «Батьківщина» | ПП «СТ», директор |
| 16                                                      | Конащук Юрій Анатолійович       | 05.11.2010            | вища               | член Всеукраїнського об'єднання «Батьківщина» | МПП «Землемір», директор |
| 17                                                      | Шава Дмитро В'ячеславович       | 05.11.2010            | вища               | член Всеукраїнського об'єднання «Батьківщина» | підприємець |
| 18                                                      | Кіндер Геннадій Олексійович     | 05.11.2010            | вища               | член Всеукраїнського об'єднання «Батьківщина» | МП"ПМК", начальник |
| Політична партія Всеукраїнське об'єднання «Свобода»     |                                 |                       |                    |                                               | |
| б/м                                                     | Ткачук Вадим Олегович           | 05.11.2010            | вища               | член Всеукраїнського об'єднання «Свобода»     | загальноосвітня школа І-ІІІ ст. № 2 м. Ковель, технік комп'ютерного класу                                                         |
| б/м                                                     | Ткачук Ігор Олегович            | 05.11.2010            | вища               | член Всеукраїнського об'єднання «Свобода»     | загальноосвітня школа І-ІІІ ст. № 2 м. Ковель, директор                                                                           |
| Політична партія «Наша Україна»                         |                                 |                       |                    |                                               | |
| 1                                                       | Бичковський Віктор Васильович   | 05.11.2010            | вища               | член Політичної партії «Наша Україна»         | Управління освіти, м. Ковель, начальник                                                                                           |
| 12                                                      | Ляшук Роман Володимирович       | 05.11.2010            | вища               | член Політичної партії «Наша Україна»         | підприємець |
| Політична партія «Сильна Україна»                       |                                 |                       |                    |                                               | |
| б/м                                                     | Велимчаниця Володимир Іванович  | 05.11.2010            | вища               | член Політичної партії «Сильна Україна»       | вузлова лікарня м. Ковель, завідувач хірургічного відділення                                                                      |
| б/м                                                     | Селівончик Тетяна Василівна     | 05.11.2010            | вища               | позапартійна                                  | Ковельський промислово-економічний коледж Луцького національного технічного університету, заступник директора з навчальної роботи |
| Політична партія «Совість України»                      |                                 |                       |                    |                                               | |
| б/м                                                     | Кошарук Сергій Дмитрович        | 05.11.2010            | вища               | позапартійний                                 | Ковельський міський голова |
| б/м                                                     | Чайка Ігор Леонтійович          | 05.11.2010            | вища               | позапартійний                                 | Волинська ОДТРК, завідувач кореспондентського пункту                                                                              |
| 9                                                       | Бойко Володимир Іванович        | 05.11.2010            | вища               | позапартійний                                 | Ковельська міська рада, заступник міського голови                                                                                 |
| Політична партія «Фронт Змін»                           |                                 |                       |                    |                                               | |
| б/м                                                     | Любчук Михайло Петрович         | 05.11.2010            | середня спеціальна | член Політичної партії «Фронт Змін»           | ТзОВ «Гарант», директор |
| б/м                                                     | Семенюк Юрій Володимирович      | 05.11.2010            | вища               | член Політичної партії «Фронт Змін»           | ТОВ «Юкон-Протрейд», директор |
| б/м                                                     | Чабан Олександр Миколайович     | 05.11.2010            | вища               | член Політичної партії «Фронт Змін»           | ПП «Чабан», директор |
| Соціалістична партія України                            |                                 |                       |                    |                                               | |
| 14                                                      | Римарчук Василь Михайлович      | 05.11.2010            | вища               | позапартійний                                 | ВАТ «Ковельський хлібокомбінат», директор                                                                                         |
| Українська Народна Партія                               |                                 |                       |                    |                                               | |
| 15                                                      | Шава В'ячеслав Петрович         | 05.11.2010            | середня спеціальна | позапартійний                                 | підприємець |